# Johan Hjort
Johan Hjort ForMemRS (Christiania, 18 de fevereiro de 1869 — Oslo, 7 de outubro de 1948) foi um cientista pesqueiro, biólogo marinho e oceanógrafo norueguês